# Kalbe
Kalbe è un comune di 573 abitanti della Bassa Sassonia, in Germania.

Appartiene al circondario (Landkreis) di Rotenburg (Wümme) (targa ROW) ed è parte della comunità amministrativa (Samtgemeinde) di Sittensen.